# Sitzzuteilungsverfahren
Sitzzuteilungsverfahren sind Rechenverfahren, um bei Verhältniswahlen eine vorgegebene Anzahl von Sitzen eines Parlaments den zu berücksichtigenden Parteien im Verhältnis ihrer Stimmenzahlen zuzuteilen. Es sind Rundungsverfahren, bei denen die Summe der Summanden erhalten bleiben muss (summenerhaltendes Runden).
Zuteilungsverfahren werden auch genutzt, um bei einer Aufgliederung eines großen Wahlgebiets in kleinere Wahldistrikte die verfügbaren Gesamtsitze auf die Distrikte im Verhältnis ihrer Bevölkerungsstärken aufzuteilen. Darüber hinaus können sie dazu dienen, bei gegebener Teilnehmergruppe die für sie erhobenen (positiven) Mess- oder Zählwerte in Prozente umzurechnen, indem 100 Prozentpunkte den Teilnehmern im Verhältnis ihrer Messwerte zugeordnet werden. Sollen Prozentzahlen auf eine Nachkommastelle genau sein, werden 1000 Promillpunkte verteilt. Dieselbe Aufgabe liegt vor, wenn bei einer Kaufrechnung oder -quittung die Mehrwertsteuer (ein Prozentsatz der Rechnungssumme) auf die Positionen zu verteilen ist.
Allgemein dienen Zuteilungsverfahren der proportionalen Repräsentation von Akteuren, von denen jedem ein Gewicht zukommt und auf die eine gewisse Anzahl (von Gesamtsitzen, von Prozentpunkten o. ä.) im Verhältnis ihrer Gewichte zu verteilen sind.

## Proportionalität und Ganzzahligkeit
Zuteilungsverfahren werden hier am Beispiel der Zuteilung von Parlamentssitzen an Parteien erläutert. Die Gesamtzahl der zu vergebenden Sitze wird abgekürzt mit {\displaystyle h} (Hausgröße). Die bei der Sitzzuteilung zu berücksichtigenden Parteien werden in irgendeiner Weise von 1 bis {\displaystyle \ell } durchnummeriert. Die Stimmenzahlen der Parteien, mit denen sie aus der Wahl hervorgehen, seien bezeichnet mit {\displaystyle v_{1},\ldots ,v_{\ell }} (Voten). Aufgabe eines Sitzzuteilungsverfahrens ist es, ganzzahlige Sitzzahlen {\displaystyle x_{1},\ldots ,x_{\ell }} zu bestimmen, die proportional zu den Stimmenzahlen sind und zusammen die Hausgröße ausschöpfen. (Der Buchstabe {\displaystyle x} deutet an, dass die Sitzzahlen die „Unbekannten“ sind, die es zu bestimmen gilt.)
Im theoretischen Fall, dass nur Proporz zu sichern wäre und nicht auch Ganzzahligkeit, sollte für jede Partei {\displaystyle j} der Anteil an Sitzen gleich dem Anteil an Stimmen sein: {\displaystyle {\tfrac {x_{j}}{h}}={\tfrac {v_{j}}{v}}}, wobei {\displaystyle v=v_{1}+\cdots +v_{\ell }} die Zahl der Gesamtstimmen angibt. Mit dem Dreisatz aus der Schulmathematik ergäbe sich für die Sitzzahl der Partei {\displaystyle j} die „Lösung“
{\displaystyle {\text{“}}x_{j}{\text{”}}={\frac {v_{j}}{v}}\cdot h={\frac {{\text{Stimmen für Partei }}j}{\text{Gesamtstimmen}}}\cdot {\text{Hausgröße}}}
Der hier auftretende Idealanspruch {\displaystyle {\tfrac {v_{j}}{D}}}, mit Nenner {\displaystyle D={\tfrac {v}{h}}}, ist mangels garantierter Ganzzahligkeit nur ein theoretischer Kennwert und nicht mehr. Er deutet das Niveau des Sitzanspruchs von Partei {\displaystyle j} an, taugt aber nicht als praktische Sitzzahl. Ganzzahligkeit ist im praktischen Sitzzuteilungsproblem unverzichtbar.
Ganzzahligkeit wird dadurch erzwungen, dass Quotienten der Form {\displaystyle {\tfrac {v_{j}}{D}}}, mit beliebigem Divisor {\displaystyle D>0}, in einem eigenständigen Verfahrensschritt auf eine Ganzzahl gerundet werden. Wird allgemein eine Rundungsregel durch eckige Klammern angedeutet, bekommt die Sitzzahl der Partei {\displaystyle j} als praktische Problemlösung die Form
{\displaystyle x_{j}=\left[{\frac {v_{j}}{D}}\right]={\text{Rundung von }}\left({\frac {{\text{Stimmen für Partei }}j}{\text{Divisor}}}\right)}
Die Sitzzahl einer Partei ist somit die Ganzzahl, die durch Rundung des Quotienten aus der Stimmenzahl dieser Partei und einem Divisor hervorgeht, wobei für alle Parteien derselbe Divisor benutzt wird. Divisor und Rundung müssen so zusammenwirken, dass die vorgegebene Hausgröße genau ausgeschöpft wird: {\displaystyle x_{1}+\cdots +x_{\ell }=h}.
Je nachdem, wie Divisor und Rundungsregel austariert werden, ergeben sich unterschiedliche Zuteilungsverfahren. In den Anwendungen dominieren zwei Klassen von Verfahren, Divisorverfahren und Quotenverfahren:
- Divisorverfahren benutzen eine feste Rundungsregel und passen den Divisor an, bis die Hausgröße ausgeschöpft ist; der Divisor heißt hier auch beweglicher Wahlschlüssel (engl. sliding divisor).
- Quotenverfahren geben den Divisor formelmäßig vor und richten die Rundungen so ein, dass die Hausgröße erreicht wird; hier wird der Divisor auch fester Wahlschlüssel, Wahlzahl oder Quote (engl. quota) genannt.

Es gibt auch andere Zuteilungsverfahren, die in keine dieser beiden Klassen fallen.
Bei Sitzzuteilungsverfahren ist Ganzzahligkeit unabdingbar, weil in einem Parlament alle Abgeordneten gleich sind und Bruchteilssitze keinen Sinn geben. Das Beharren auf Ganzzahligkeit entspricht dem Parlamentsleben. Aus Parteiensicht ist jeder Sitz wichtig, ein Sitz mehr oder weniger kann über Mehrheiten entscheiden. Keine Partei wird einer anderen einen Sitz überlassen, auf den sie sich selber Chancen ausrechnet, denn „Wahlrecht ist auch Machtrecht“.

## Traditionelle Zuteilungsverfahren und ihre Namenspatrone
Im deutschsprachigen Raum haben drei Sitzzuteilungsverfahren besondere Tradition. Die Bezeichnungen variieren. Populär ist eine Namensgebung mit Verweis auf Autoritäten, die zur Entwicklung oder Verbreitung des Verfahrens beigetragen haben. Alternativ gibt es Verfahrensnamen, die die Systematik andeuten, ob es sich um ein Divisor- oder Quotenverfahren handelt und welche Verfahrensschritte prägend sind:
- Sainte-Laguë-Verfahren[6], auch: Webster-Methode, Divisorverfahren mit Standardrundung
- D’Hondt-Verfahren, auch: Hagenbach-Bischoff-Verfahren, Jefferson-Methode, Divisorverfahren mit Abrundung
- Hare/Niemeyer-Verfahren, auch: Hamilton-Methode, Hare-Quotenverfahren mit Ausgleich nach größten Resten

In Deutschland galt das D’Hondt-Verfahren ab dem ersten Bundeswahlgesetz 1949 für die Sitzzuteilung bei Wahlen zum Deutschen Bundestag. Es wurde 1985 durch das Hare/Niemeyer-Verfahren ersetzt, das 2008 vom Sainte-Laguë-Verfahren abgelöst wurde.
Die Verfahren werden erläutert anhand der Wahl des Gemeinderats des Marktes Mallersdorf-Pfaffenberg im niederbayerischen Landkreis Straubing-Bogen am 15. März 2020. Je nach Verfahren erhält man unterschiedliche Zuteilungen. Zudem zog die Wahl einen Rundungsstreit nach sich, der aufzeigt, mit welchen Problemen die Praxis zu kämpfen hat.

## Divisorverfahren

### Mit Standardrundung (Sainte-Laguë)
Standardrundung bedeutet, dass der Quotient aus Stimmenzahl und Divisor ab- bzw. aufgerundet wird je nachdem, ob der Nachkommateil des Quotienten kleiner bzw. größer als ein Halb ist. Für Mallersdorf-Pfaffenberg lässt sich das Ergebnis mit dem Satz beschreiben: Auf je 3318,36 Stimmenbruchteile entfällt rund ein Sitz.
| Partei                                                                                                   | Stimmen | Quotient  | Sitze |
| --- | ------- | --------- | ----- |
| CSU | 28.206  | 8,49998   | 8     |
| FW | 18.251  | 5,50001   | 6     |
| SPD | 10.000  | 3,0       | 3     |
| ÖDP | 9.229   | 2,8       | 3     |
| GRÜNE | 1.487   | 0,4       | 0     |
| Summe (Divisor)                                                                                          | 67.173  | (3318,36) | 20    |
| Auf je 3318,36 Stimmenbruchteile entfällt rund ein Sitz, wobei „rund“ hier auf Standardrundung verweist. |         |           |       |

Der problemlösende Divisor ist Resultat eines mehrschrittigen Rechenwegs. Der Weg beginnt mit einem Startdivisor. Sollte mit diesem die Hausgröße verfehlt werden, folgen Anpassungsschritte. Für das Divisorverfahren mit Standardrundung gibt es drei Rechenwege: Diskrepanzabbau, Höchstzahlenschema mit Teilern 0,5, 1,5, 2,5 usw. und Höchstzahlenschema mit Teilern 1, 3, 5 usw. Der Diskrepanzabbau-Algorithmus ist der schnellste.
Diskrepanzabbau beim Divisorverfahren mit Standardrundung. Dies ist der Rechenweg, der in § 6 des Bundeswahlgesetzes beschrieben ist:

„Der Zuteilungsdivisor ist so zu bestimmen, dass insgesamt alle verfügbaren Sitze vergeben werden. Dazu wird zunächst die Gesamtzahl der Stimmen aller zu berücksichtigenden Parteien durch die Gesamtzahl der Sitze geteilt. Entfallen danach mehr Sitze auf die Parteien als verfügbar, ist der Zuteilungsdivisor so heraufzusetzen, dass sich bei Neuberechnung die zu vergebende Sitzzahl ergibt; entfallen zu wenig Sitze auf die Parteien, ist der Zuteilungsdivisor entsprechend herunterzusetzen.“

Das Beispiel Mallersdorf-Pfaffenberg lehrt, wie das Heruntersetzen des Startdivisors vollzogen wird. (Wird stattdessen das Divisorverfahren mit Abrundung verwendet, zeigt das Beispiel, wie das Heraufsetzen funktioniert.)
Der Startdivisor für das Divisorverfahren mit Standardrundung ist die Hare-Quote, d. h. der Durchschnitt von Stimmen pro Sitz. Für die Ratswahl in Mallersdorf-Pfaffenberg ist der Startdivisor {\displaystyle {\tfrac {67\,173}{20}}=3358{,}65}. Folglich werden die mit den Parteistimmen {\displaystyle 28\,206:18\,251:10\,000:9229:1487} einhergehenden Quotienten {\displaystyle 8{,}4:5{,}4:3{,}0:2{,}7:0{,}4} standardgerundet zu {\displaystyle 8:5:3:3:0} Sitzen. Zusammen werden 19 Ratssitze verteilt, ein Sitz zu wenig.
Die Diskrepanz von einem Fehlsitz wird in einem Schritt abgebaut. Dies leistet ein neuer Divisor, der um so viel kleiner als der Startdivisor ist, dass der fehlende Sitz hinzugefügt wird. Zunächst wird für jede Partei der Divisorwert markiert, ab dem sie einen weiteren Sitz erhält.
Wenn der neue Divisor {\displaystyle D} unterhalb der Marke {\displaystyle {\tfrac {28\,206}{8{,}5}}\approx 3318{,}353} liegt, bekommt Partei 1 einen Sitz mehr. Denn {\displaystyle D<{\tfrac {28\,206}{8{,}5}}} bedeutet, dass der Quotient {\displaystyle {\tfrac {28\,206}{D}}} größer als 8,5 wird und zu 9 (oder mehr) Sitzen führt.
Unter der Marke {\displaystyle {\tfrac {18\,251}{5{,}5}}\approx 3318{,}364} bekommt Partei 2 einen Sitz mehr.
Unter der Marke {\displaystyle {\tfrac {10\,000}{3{,}5}}\approx 2857{,}143} bekommt Partei 3 einen Sitz mehr.
Unter der Marke {\displaystyle {\tfrac {9229}{3{,}5}}\approx 2636{,}857} bekommt Partei 4 einen Sitz mehr.
Unter der Marke {\displaystyle {\tfrac {1487}{0{,}5}}=2974} bekommt Partei 5 ihren ersten Sitz.
Wird ausgehend vom Startdivisor der Divisor verkleinert, dann stößt er als erstes auf die höchste dieser Marken. Sie gehört zu Partei 2:
{\displaystyle \max \left\{{\frac {28\,206}{8{,}5}},{\frac {18\,251}{5{,}5}},{\frac {10\,000}{3{,}5}},{\frac {9229}{3{,}5}},{\frac {1487}{0{,}5}}\right\}={\frac {18\,251}{5{,}5}}=3318{,}{\overline {36}}}
Mit einem neuen Divisor unterhalb dieser Marke erhält Partei 2 einen sechsten Sitz, den insgesamt zwanzigsten. Kleiner als {\displaystyle {\tfrac {28\,206}{8{,}5}}\approx 3318{,}353} darf der Divisor nicht werden, sonst bekäme Partei 1 einen neunten Sitz, der überzählig wäre. Jede Zahl im Bereich von 3318,353 bis 3318,363 kann als Divisor dienen, um die zwanzig Ratssitze zuzuteilen.
Obige Tabelle zitiert den Divisor 3318,36. Für die ersten beiden Parteien werden die Quotienten mit fünf Nachkommastellen angezeigt, um zu bestätigen, dass der erste Quotient, weil kleiner als 8,5, abzurunden und der zweite, weil größer als 5,5, aufzurunden ist. Für die anderen drei Parteien reicht eine Nachkommastelle aus, um über Ab- und Aufrundung zu entscheiden.
Zitierdivisor. Die zulässigen Divisoren bilden einen Bereich, unterhalb dem zu viele Sitze vergeben werden und oberhalb zu wenige. Jeder Wert innerhalb des Bereichs ist ein tauglicher Divisor. Ein spezieller Wert ist der Zitierdivisor.
Für den Zitierdivisor wird die Bereichsmitte bestimmt und auf so wenige Nachkommastellen und auf so viele nachlaufende Nullen wie möglich (kaufmännisch) gerundet. Im Beispiel hat der Divisorbereich von {\displaystyle {\tfrac {28\,206}{8{,}5}}} ≈ 3318,353 bis {\displaystyle {\tfrac {18\,251}{5{,}5}}} ≈ 3318,364 den Mittelpunkt {\displaystyle \left({\tfrac {28\,206}{8{,}5}}+{\tfrac {18\,251}{5{,}5}}\right)/2={\tfrac {620\,533}{187}}=3318{\tfrac {67}{187}}=3318{,}{\overline {3582887700534759}}}. Rundung auf zwei Dezimalstellen liefert den Zitierdivisor 3318,36.
Höchstzahlenschema mit Teilern 0,5, 1,5, 2,5 usw. Für das Divisorverfahren mit Standardrundung ist der Höchstzahlen-Algorithmus weit verbreitet. Er beginnt mit einem so großen Startdivisor, dass zunächst kein Sitz verteilt wird (im Beispiel: größer als {\displaystyle 56\,412}). Die anfängliche Diskrepanz beträgt somit zwanzig Fehlsitze.
Der Abbau der Diskrepanz erfolgt in zwanzig Schritten. Erst wird der erste Sitz zugeteilt, dann der zweite, danach der dritte, schließlich der neunzehnte und als letztes der zwanzigste.
Die Anpassungsschritte ähneln dem Schritt vom neunzehnten zum zwanzigsten Sitz im Diskrepanzabbau-Algorithmus. Die auftretenden Marken sind alle von demselben Format: Parteistimmen geteilt durch 0,5, 1,5, 2,5 usw. Die Marken heißen nun Vergleichszahlen. Jede Partei erhält so viele Sitze, wie oft sie zu den zwanzig höchsten Vergleichszahlen, den Höchstzahlen, beiträgt. Die Auszählung der zwanzig höchsten Vergleichszahlen wird schematisch organisiert:
| Partei                                               | CSU      | CSU       | FW       | FW        | SPD      | SPD       | ÖDP      | ÖDP       | GRÜNE    |
| ---------------------------------------------------- | -------- | --------- | -------- | --------- | -------- | --------- | -------- | --------- | -------- |
| Stimmen                                              | 28.206   | 28.206    | 18.251   | 18.251    | 10.000   | 10.000    | 9.229    | 9.229     | 1.487    |
| Vergleichszahlen                                     |          |           |          |           |          |           |          |           |          |
| Stimmen/0,5                                          | #        | 56.412,00 | #        | 36.502,00 | #        | 20.000,00 | #        | 18.458,00 | 2.974,00 |
| Stimmen/1,5                                          | #        | 18.804,00 | #        | 12.167,33 | #        | 6.666,67  | #        | 6.152,67  | 991,33   |
| Stimmen/2,5                                          | #        | 11.282,40 | #        | 7.300,40  | #        | 4.000,00  | #        | 3.691,60  | 594,80   |
| Stimmen/3,5                                          | #        | 8.058,86  | #        | 5.214,57  | 2.857,14 | 2.857,14  | 2.636,86 | 2.636,86  | 424,86   |
| Stimmen/4,5                                          | #        | 6.268,00  | #        | 4.055,78  | 2.222,22 | 2.222,22  | 2.050,89 | 2.050,89  | 330,44   |
| Stimmen/5,5                                          | #        | 5.128,36  | #        | 3.318,36  | 1.818,18 | 1.818,18  | 1.678,00 | 1.678,00  | 270,36   |
| Stimmen/6,5                                          | #        | 4.339,38  | 2.807,85 | 2.807,85  | 1.538,46 | 1.538,46  | 1.419,85 | 1.419,85  | 228,77   |
| Stimmen/7,5                                          | #        | 3.760,80  | 2.433,47 | 2.433,47  | 1.333,33 | 1.333,33  | 1.230,53 | 1.230,53  | 198,27   |
| Stimmen/8,5                                          | 3.318,35 | 3.318,35  | 2.147,18 | 2.147,18  | 1.176,47 | 1.176,47  | 1.085,76 | 1.085,76  | 174,94   |
| Auszählung der zwanzig Höchstzahlen (markiert mit #) |          |           |          |           |          |           |          |           |          |
| Sitze                                                | 8        | 8         | 6        | 6         | 3        | 3         | 3        | 3         | 0        |

Aus diesem Schema ist auch der Divisorbereich ablesbar. Seine obere Grenze ist die kleinste der Höchstzahlen (3318,36). Die untere Grenze ist die größte unter den anderen Vergleichszahlen (3318,35).
Höchstzahlenschema mit Teilern 1, 3, 5 usw. Die Auszählung der höchsten Vergleichszahlen bleibt dieselbe, wenn alle Vergleichszahlen mit demselben Faktor multipliziert werden. Was vorher größer oder kleiner war, ist es dann auch hinterher. Alternativ können daher die Teiler 0,5, 1,5 2,5 usw. ersetzt werden durch die um den Faktor zwei vergrößerten Teiler 1, 3, 5 usw. Mit diesen Teilern ergeben sich andere Vergleichszahlen.
| Partei                                               | CSU    | CSU       | FW       | FW        | SPD      | SPD       | ÖDP      | ÖDP      | GRÜNE    |
| ---------------------------------------------------- | ------ | --------- | -------- | --------- | -------- | --------- | -------- | -------- | -------- |
| Stimmen                                              | 28.206 | 28.206    | 18.251   | 18.251    | 10.000   | 10.000    | 9.229    | 9.229    | 1.487    |
| Vergleichszahlen                                     |        |           |          |           |          |           |          |          |          |
| Stimmen/1                                            | #      | 28.206,00 | #        | 18.251,00 | #        | 10.000,00 | #        | 9.229,00 | 1.487,00 |
| Stimmen/3                                            | #      | 9.402,00  | #        | 6.083,67  | #        | 3.333,33  | #        | 3.076,33 | 495,67   |
| Stimmen/5                                            | #      | 5.641,20  | #        | 3.650,20  | #        | 2.000,00  | #        | 1.845,80 | 297,40   |
| Stimmen/7                                            | #      | 4.029,43  | #        | 2.607,29  | 1.428,57 | 1.428,57  | 1.318,43 | 1.318,43 | 212,43   |
| Stimmen/9                                            | #      | 3.134,00  | #        | 2.027,89  | 1.111,11 | 1.111,11  | 1.025,44 | 1.025,44 | 165,22   |
| Stimmen/11                                           | #      | 2.564,18  | ?        | 1.659,18  | 909,09   | 909,09    | 839,00   | 839,00   | 135,18   |
| Stimmen/13                                           | #      | 2.169,69  | 1.403,92 | 1.403,92  | 769,23   | 769,23    | 709,92   | 709,92   | 114,38   |
| Stimmen/15                                           | #      | 1.880,40  | 1.216,73 | 1.216,73  | 666,67   | 666,67    | 615,27   | 615,27   | 99,13    |
| Stimmen/17                                           | ?      | 1.659,18  | 1.073,59 | 1.073,59  | 588,24   | 588,24    | 542,88   | 542,88   | 87,47    |
| Auszählung der zwanzig Höchstzahlen (markiert mit #) |        |           |          |           |          |           |          |          |          |
| Sitze                                                | 8      | 8         | 6        | 6         | 3        | 3         | 3        | 3        | 0        |

Es scheint so, als gäbe es hier eine Konkurrenz zwischen CSU und FW, denn für beide ist als zwanzigste Höchstzahl der Wert 1659,18 ausgewiesen. Der Schein trügt, denn die dritten Nachkommastellen machen klar, dass die Freien Wähler mit 1659,182 eine höhere Vergleichszahl haben als die CSU mit 1659,176.
Der Rundungsstreit von Mallersdorf-Pfaffenberg. Das bayerische Gemeinde- und Landkreiswahlgesetz schreibt in Artikel 35 vor, für die Verteilung der Sitze auf die Parteien das Höchstzahlenschema mit Teilern 1, 3, 5 usw. anzuwenden. Wird das Schema nur mechanisch gehandhabt, geht leicht die Orientierung verloren, wo Genauigkeit gefragt ist und wo Rundung erlaubt ist. Solche Desorientierung löste bei der Wahl in Mallersdorf-Pfaffenberg einen Rundungsstreit aus.
Die Vergleichszahlen wurden mit zwei Nachkommastellen berechnet. Weil für CSU und FW derselbe Wert herauskam (1659,18), wurde vor Ort argumentiert, dass ein Gleichstand vorliege und der Sitz an die CSU falle, da der an neunter Stelle stehende CSU-Kandidat mehr Stimmen (1180) aufwies als der an sechster Stelle stehende FW-Kandidat (818). Auf Anfrage stützte das Innenministerium die falsche Auswertung mit der ministerialbürokratischen Behauptung, eine Grenze bei der Berücksichtigung von Dezimalstellen sei gesetzesimmanent. Erst durch Bescheid der Rechtsaufsicht des Landratsamtes Straubing-Bogen wurde die richtige Auswertung der Wahlleiterin, die diese schon bei Bekanntgabe des vorläufigen Wahlergebnisses vertreten hatte, bestätigt und der zwanzigste Sitz den Freien Wählern zugeteilt.
Gleichstände und Bindungen. Situationen, in denen mehrere gleichberechtigte Sitzzuteilungen entstehen, sind selten, aber möglich. Offensichtlich kann es dazu kommen, wenn Gleichstände auftreten, beispielsweise wenn an zwei Parteien mit derselben Stimmenzahl eine ungerade Anzahl von Sitzen zuzuteilen ist.
Eine weniger offensichtliche Ursache können „Bindungen“ (engl. ties) sein, die erst später im Verlauf des Rechenwegs zu Tage treten. Wären etwa in Mallersdorf-Pfaffenberg auf die CSU drei Stimmen weniger entfallen ({\displaystyle 28\,203}) und auf die FW zwei weniger ({\displaystyle 18\,249}), hätte der CSU- bzw. FW-Quotient genau den Wert 8,5 bzw. 5,5 getroffen (Divisor 3318). Mit Bruchteilen genau gleich ein Halb erlaubt die Standardrundung gleichermaßen Abrundung wie auch Aufrundung. Die 14 Sitze der beiden Parteien könnten in 9 : 5 oder in 8 : 6 Sitze aufgeteilt werden. Es gäbe zwei gleichberechtigte Zuteilungen.
Die Vorschriften, wie aus mehreren gleichberechtigten Sitzzuteilungen eine auszuwählen ist, variieren je nach Gesetz. Das Bundeswahlgesetz sieht einen Losentscheid vor. Das Gemeinde- und Landkreiswahlgesetz in Bayern schaut auf die betroffenen Kandidaten oder Kandidatinnen und gibt den Sitz der Person, die mehr Stimmen vorweisen kann. Es gibt auch andere Vorgehensweisen.

### Mit Abrundung (D'Hondt)
Abrundung bedeutet, dass der Quotient aus Stimmenzahl und Divisor zur darunterliegenden Ganzzahl abgerundet wird. Für Mallersdorf-Pfaffenberg lässt sich das Ergebnis mit dem Satz beschreiben: Auf je 3060 Stimmen entfällt rund ein Sitz.
| Partei                                                                                | Stimmen | Quotient | Sitze |
| ------------------------------------------------------------------------------------- | ------- | -------- | ----- |
| CSU                                                                                   | 28.206  | 9,2      | 9     |
| FW                                                                                    | 18.251  | 5,96     | 5     |
| SPD                                                                                   | 10.000  | 3,3      | 3     |
| ÖDP                                                                                   | 9.229   | 3,02     | 3     |
| GRÜNE                                                                                 | 1.487   | 0,5      | 0     |
| Summe (Divisor)                                                                       | 67.173  | (3.060)  | 20    |
| Auf je 3060 Stimmen entfällt rund ein Sitz, wobei „rund“ hier auf Abrundung verweist. |         |          |       |

Abrundung kann auch so interpretiert werden, dass die Berechnung des Quotienten mit Erreichen des Dezimalkommas abbricht. Zu Zeiten, als die Arbeit händisch erledigt wurde, war dies ein Gebot der Ökonomie: Brüche werden nicht gerechnet. Für das Divisorverfahren mit Abrundung ist das Höchstzahlenschema mit Teilern 1, 2, 3 usw. populärer als der Diskrepanzabbau-Algorithmus, obwohl letzterer effizienter ist.
Höchstzahlenschema mit Teilern 1, 2, 3 usw. Die Parteistimmen werden fortlaufend durch die natürlichen Zahlen 1, 2, 3 usw. dividiert. Von den erhaltenen Vergleichszahlen signalisieren die höchsten Werte, welche Parteien die Sitze erhalten. Im Beispiel Mallersdorf-Pfaffenberg ergibt sich folgendes Schema. In diesem Fall ist zur Identifizierung der Höchstzahlen ausreichend, die Berechnung der Vergleichszahlen beim Dezimalkomma abzubrechen.
| Partei                                               | CSU    | CSU    | FW     | FW     | SPD    | SPD    | ÖDP   | ÖDP   | GRÜNE |
| ---------------------------------------------------- | ------ | ------ | ------ | ------ | ------ | ------ | ----- | ----- | ----- |
| Stimmen                                              | 28.206 | 28.206 | 18.251 | 18.251 | 10.000 | 10.000 | 9.229 | 9.229 | 1.487 |
| Vergleichszahlen                                     |        |        |        |        |        |        |       |       |       |
| Stimmen/1                                            | #      | 28.206 | #      | 18.251 | #      | 10.000 | #     | 9.229 | 1.487 |
| Stimmen/2                                            | #      | 14.103 | #      | 9.125  | #      | 5.000  | #     | 4.614 | 743   |
| Stimmen/3                                            | #      | 9.402  | #      | 6.083  | #      | 3.333  | #     | 3.076 | 495   |
| Stimmen/4                                            | #      | 7.051  | #      | 4.562  | 2.500  | 2.500  | 2.307 | 2.307 | 371   |
| Stimmen/5                                            | #      | 5.641  | #      | 3.650  | 2.000  | 2.000  | 1.845 | 1.845 | 297   |
| Stimmen/6                                            | #      | 4.701  | 3.041  | 3.041  | 1.666  | 1.666  | 1.538 | 1.538 | 247   |
| Stimmen/7                                            | #      | 4.029  | 2.607  | 2.607  | 1.428  | 1.428  | 1.318 | 1.318 | 212   |
| Stimmen/8                                            | #      | 3.525  | 2.281  | 2.281  | 1.250  | 1.250  | 1.153 | 1.153 | 185   |
| Stimmen/9                                            | #      | 3.134  | 2.027  | 2.027  | 1.111  | 1.111  | 1.025 | 1.025 | 165   |
| Stimmen/10                                           | 2.820  | 2.820  | 1.825  | 1.825  | 1.000  | 1.000  | 922   | 922   | 148   |
| Auszählung der zwanzig Höchstzahlen (markiert mit #) |        |        |        |        |        |        |       |       |       |
| Sitze                                                | 9      | 9      | 5      | 5      | 3      | 3      | 3     | 3     | 0     |

Aus dem Schema lässt sich auch der Divisorbereich ablesen. Seine obere Grenze ist die kleinste Höchstzahl {\displaystyle ({\tfrac {9229}{3}}\approx 3076{,}33)}. Die untere Grenze ist die größte der restlichen Vergleichszahlen {\displaystyle ({\tfrac {18\,251}{6}}\approx 3041{,}83)}. Rundung des Mittelpunkts von ca. 3059,08 auf zwei Vorkommastellen liefert den Zitierdivisor 3060.
Diskrepanzabbau beim Divisorverfahren mit Abrundung. Der Diskrepanzabbau-Algorithmus springt mit geeignetem Startdivisor in die Nähe des Ziels, um von dort mit einigen Anpassungsschritten das Ziel zu erreichen. Der Fall Mallersdorf-Pfaffenstein zeigt die unterschiedliche Eignung denkbarer Startdivisoren auf.
Ist der Startdivisor die Hare-Quote 3358,65, d. h. der Durchschnitt von Gesamtstimmen und Gesamtsitzen, werden zu Beginn nur 17 der 20 Ratssitze verteilt. Drei Sitze werden verfehlt, bis zum Endergebnis sind drei Anpassungsschritte nötig.
Ist der Startdivisor die Droop-Quote 3199, werden anfangs 18 Sitze zugeteilt und der Anpassungsbedarf reduziert sich auf zwei Schritte.
Der vorteilhafteste Startdivisor für das Divisorverfahren mit Abrundung ist der Quotient aus Gesamtstimmen und Gesamtsitzen plus die Hälfte der Anzahl der zu berücksichtigenden Parteien. Im Beispiel ist dies {\displaystyle {\tfrac {67\,173}{(20+2{,}5)}}\approx 2985{,}5}. Abrundung der Quotienten {\displaystyle 9{,}4:6{,}1:3{,}3:3{,}1:0{,}5} verteilt {\displaystyle 9:6:3:3:0} Sitze. Zusammen sind dies 21 Sitze, ein Sitz zu viel. Ein Anpassungsschritt reicht aus, um die Diskrepanz abzubauen.
Die Anpassung erfolgt mit einem neuen Divisor, der um so viel größer als der Startdivisor ist, dass nur 20 Sitze vergeben werden und nicht 21. Zunächst wird für jede Partei der Divisorwert markiert, ab dem sie einen Sitz weniger bekommen würde.
Wenn der neue Divisor {\displaystyle D} oberhalb der Marke {\displaystyle {\tfrac {28\,206}{9}}=3134} liegt, bekommt Partei 1 einen Sitz weniger. Denn {\displaystyle D>{\tfrac {28\,206}{9}}} bedeutet, dass der Quotient {\displaystyle {\tfrac {28\,206}{D}}} kleiner als 9 wird und nur 8 (oder weniger) Sitze rechtfertigt.
Über der Marke {\displaystyle {\tfrac {18\,251}{6}}\approx 3041{,}83} bekommt Partei 2 einen Sitz weniger.
Über der Marke {\displaystyle {\tfrac {10\,000}{3}}\approx 3333{,}33} bekommt Partei 3 einen Sitz weniger.
Über der Marke {\displaystyle {\tfrac {9229}{3}}\approx 3076{,}33} bekommt Partei 4 einen Sitz weniger.
Partei 5 kann nichts abgeben, weil sie schon zum Start leer ausgeht.
Wird ausgehend vom Startdivisor der Divisor vergrößert, dann stößt er als erstes auf die niedrigste dieser Marken. Sie gehört zu Partei 2:
{\displaystyle \min \left\{{\frac {28\,206}{9}},{\frac {18\,251}{6}},{\frac {10\,000}{3}},{\frac {9229}{3}}\right\}={\frac {18\,251}{6}}\approx 3041{,}83}
Mit einem neuen Divisor oberhalb dieser Marke bleibt Partei 2 der sechste Sitz vorenthalten, so dass die Gesamtzahl der Sitze auf 20 sinkt. Größer als {\displaystyle {\tfrac {9229}{3}}=3076{,}{\overline {3}}} darf der Divisor nicht werden, sonst würde Partei 4 nur zwei Sitze bekommen und die Gesamtsitzzahl 20 unterschritten. Jede Zahl im Bereich von {\displaystyle 3041,8{\overline {3}}} bis {\displaystyle 3076,{\overline {3}}} kann als Divisor dienen, um genau zwanzig Ratssitze zuzuteilen. In diesem Bereich bietet sich als Zitierdivisor die gerundete Mitte 3060 an.

### Allgemeine Divisorverfahren
Divisorverfahren allgemeiner Art werden durch eine Folge von Sprungstellen bestimmt, die festlegen, wie gerundet wird. Die Sprungstelle {\displaystyle s(n)} ist lokalisiert im Ganzzahlintervall {\displaystyle [n-1;n]}. Ein Quotient, der im Intervall unterhalb der Sprungstelle zu liegen kommt, wird abgerundet auf {\displaystyle n-1}, oberhalb wird er aufgerundet auf {\displaystyle n}. Das erste Intervall {\displaystyle [0;1]} wird also von der ersten Sprungstelle {\displaystyle s(1)} unterteilt, das zweite Intervall {\displaystyle [1;2]} von der zweiten Sprungstelle {\displaystyle s(2)} usw.
Beim Divisorverfahren mit Standardrundung (Sainte-Laguë) sind die Sprungstellen die Mittelpunkte der Intervalle: {\displaystyle s(n)=n-{\tfrac {1}{2}}}, d. h. 0,5 1,5, 2,5 usw. In der unteren Intervallhälfte wird abgerundet, in der oberen aufgerundet.
Das Divisorverfahren mit Abrundung (D'Hondt) ist ein Grenzfall. Hier liegen die Sprungstellen am oberen Ende der Intervalle: {\displaystyle s(n)=n}, d. h. 1, 2, 3 usw. Es wird immer abgerundet und nie aufgerundet.
Der andere Grenzfall ist das Divisorverfahren mit Aufrundung (Adams). Hier fallen die Sprungstellen auf die unteren Intervallgrenzen: {\displaystyle s(n)=n-1}, d. h. 0, 1, 2 usw. Es wird immer aufgerundet und nie abgerundet; auch der kleinste Teilnehmer bekommt mindestens einen Sitz. Das Adams-Verfahren wird gelegentlich bei der Sitzaufteilung auf Wahldistrikte verwendet, damit kein Teil des Wahlgebiets unvertreten bleibt und auch der kleinste Distrikt im Parlament noch Einsitz nimmt.
Eine Teilklasse allgemeiner Divisorverfahren bilden solche, bei denen mit einer festen Rundungsschwelle {\displaystyle r} zwischen Null und Eins die Sprungstellen die Form {\displaystyle s(n)=n-1+r} haben. Diese Klasse enthält Aufrundung ({\displaystyle r=0}), Standardrundung ({\displaystyle r=0{,}5}) und Abrundung ({\displaystyle r=1}). Andere Schwellenwerte ergeben andere Verfahren.
In den USA spielen zwei weitere Divisormethoden eine Rolle. Beim Divisorverfahren mit geometrischer Rundung (Hill/Huntington) sind die Sprungstellen das geometrische Mittel der Intervalleckpunkte {\displaystyle n-1} und {\displaystyle n}. Das Hill/Huntington-Verfahren (engl. method of equal proportions, EP method) ist seit 1941 gesetzlich vorgeschrieben für die Zuteilung der 435 Sitze des Repräsentantenhauses an die Staaten der Union.
Beim Divisorverfahren mit harmonischer Rundung (Dean) sind die Sprungstellen die harmonischen Mittel. Der Anspruch, dass das Dean-Verfahren der US-Verfassung besser genüge als das Hill/Huntington-Verfahren, hatte vor den Gerichten keinen Erfolg.

## Quotenverfahren
Quotenverfahren bestehen aus einer „Hauptzuteilung“ und einem „Restausgleich“. Die Hauptzuteilung beruht auf einem festen Wahlschlüssel – jetzt Quote genannt statt Divisor – und gewährt für jedes volle Erreichen der Quote einen der verfügbaren {\displaystyle h} Sitze. Addieren sich die Sitze der Hauptzuteilung zu {\displaystyle m}, dann verbleiben {\displaystyle h-m} Restsitze. Die verbleibenden Sitze unterliegen dem Restausgleich.

### Das Hare-Quotenverfahren mit Ausgleich nach größten Resten
Dieses Verfahren nutzt als Wahlschlüssel die Hare-Quote, d. h. den Durchschnitt aus Gesamtstimmen und Gesamtsitzen. Werden die Parteistimmen durch die Quote geteilt, dann gibt die Ganzzahl des Quotienten an, wie oft die Quote erfüllt ist. Diese Zahl an Sitzen bekommen die Parteien in der Hauptzuteilung. Von den Restsitzen geht je einer an die Parteien, deren Quotienten die höchsten Bruchteilsreste aufweisen.
Im Beispiel Mallersdorf-Pfaffenberg verteilt die Hauptzuteilung 17 der 20 Sitze. Es bleiben drei Sitze für den Restausgleich. Die drei höchsten Bruchteilsreste (SPD, ÖDP, GRÜNE) werden durch die Rundungsschwelle (,44) von den zwei niedrigsten Resten (FW, CSU) getrennt. D. h. ein Quotient wird ab- bzw. aufgerundet je nachdem, ob sein Nachkommarest kleiner bzw. größer als die ausgewiesene Schwelle ist.
| Partei | Stimmen | Quotient | Sitze |
| --- | ------- | -------- | ----- |
| CSU | 28.206  | 8,398    | 8     |
| FW | 18.251  | 5,434    | 5     |
| SPD | 10.000  | 2,977    | 3     |
| ÖDP | 9.229   | 2,748    | 3     |
| GRÜNE | 1.487   | 0,443    | 1     |
| Summe (Rundungsschwelle) | 67.173  | (,44)    | 20    |
| Auf je {\displaystyle 67\,173/20=3358{,}65} Stimmenbruchteile entfällt rund ein Sitz, wobei ein Bruchteilsrest unter bzw. über ,44 ab- bzw. aufgerundet wird. |         |          |       |

Die Rundungsschwelle ist nützlich als ein zweiter, ergänzender Wahlschlüssel. Um die Sitzzahl einer Partei zu prüfen, reicht es, den Quotienten nur dieser einen Partei mit der Schwelle abzugleichen. Für diese Prüfung bedarf es nicht der anderen Parteien.

### Andere Quotenverfahren und andere Ausgleichsverfahren
Unter den Quoten, die sich in der Praxis finden, ist die Hare-Quote am weitesten verbreitet. Aber auch ihre Varianten werden gelegentlich verwendet, wie auch die Droop-Quote und die Droop-Quotenvarianten. Ebenso ist der Ausgleich nach größten Resten das häufigste, aber nicht das einzige praktizierte Ausgleichsverfahren.

## Struktureigenschaften

### Anonymität, Balanciertheit, Konkordanz, Homogenität, Exaktheit
Divisorverfahren und Quotenverfahren haben fünf Grundeigenschaften gemeinsam, die sich von der Problemstellung her aufdrängen.
1. Anonymität. Ein Zuteilungsverfahren ist anonym, falls seine Sitzzahlen nicht von den Namen der Parteien oder ihrer Reihung abhängen.
Deshalb können die Parteien in beliebiger Reihenfolge aufgelistet oder durchnummeriert werden. Oft werden sie ihrer Stimmenstärke nach geordnet: Partei 1 ist die stimmenstärkste, Partei 2 die zweitstärkste usw. bis zur Partei {\displaystyle \ell } als letzte und stimmenschwächste. Anders bei einer Verteilung der Gesamtsitze auf Wahldistrikte. Meist folgt die Reihenfolge der Distrikte nicht den Bevölkerungsstärken, sondern historischen oder geographischen Vorgaben.
2. Balanciertheit. Ein Zuteilungsverfahren ist balanciert, falls die Sitzzahlen zweier gleichstarker Parteien sich um höchstens einen Sitz unterscheiden.
Diese Eigenschaft ist der Ganzzahligkeit geschuldet, etwa wenn auf zwei gleichstarke Parteien eine ungerade Anzahl von Sitzen entfällt. Ein Unterschied von einem Sitz muss erlaubt sein, mehr aber auch nicht.
3. Konkordanz. Ein Zuteilungsverfahren ist konkordant, falls von zwei Parteien die stärkere mindestens so viele Sitze bekommt wie die schwächere.
Konkordanz ist nicht selbstverständlich. Es gibt auch diskordante Wahlsysteme, in denen eine stärkere Partei schlechter abschneiden kann als eine schwächere. Zwar sind Divisor- und Quotenverfahren für sich genommen konkordant. Dagegen können Wahlsysteme, die diese Verfahren mehrfach hintereinanderschalten, diskordant werden. Dies ist beispielsweise bei Systemen mit Listenverbindungen der Fall.
4. Homogenität. Ein Zuteilungsverfahren ist homogen, falls die Sitzzahlen unverändert bleiben, wenn die Stimmenzahlen skaliert werden.
Homogenität erlaubt es, mit Prozentanteilen zu arbeiten statt mit absoluten Anzahlen. Das klingt attraktiv, bringt aber Risiken mit sich. Denn zur Erleichterung der Kommunikation werden Prozente oft nur mit wenigen Nachkommastellen angegeben und diese Ungenauigkeit kann auf die Sitzzuteilung durchschlagen.
Für die Ratswahl in Mallersdorf-Pfaffenberg übersetzen sich die Absolutstimmen {\displaystyle 28\,206:18\,251:10\,000:9229:1487} in die Prozentanteile {\displaystyle 41{,}9901:27{,}1701:14{,}8869:13{,}7392:2{,}2137}. Vier Dezimalstellen strahlen weniger Charme aus als die Originalstimmen, sind aber unumgänglich. Drei und zwei Dezimalstellen erzeugen beim Divisorverfahren mit Standardrundung eine Bindung von Partei 1 und 2. Eine Dezimalstelle führt beim Hare-Quotenverfahren mit Ausgleich nach größten Resten zu einer Bindung von Partei 2 und 5. Prozentpunkte ohne Dezimalstelle verfälschen die Sitzzuteilung des Divisorverfahrens mit Standardrundung und generieren beim Hare-Quotenverfahren mit Ausgleich nach größten Resten eine Dreifachbindung von Partei 1, 2 und 5.
5. Exaktheit. Ein Zuteilungsverfahren ist exakt, falls Parteistimmen, die in der Summe die gegebene Hausgröße ausschöpfen, nur sich selbst als Zuteilungsergebnis zulassen.
Die Bedingung gewinnt an Transparenz, sobald sie zusammen mit Homogenität gesehen wird. Dann lässt sich Exaktheit so formulieren, dass Idealansprüche und Sitzzahlen identisch werden, wenn der (seltene) Fall eintritt, dass alle Idealansprüche ganzzahlig sind.
Exaktheit geht verloren bei Verfahren, die den Variationsbereich der Sitzzahlen durch Minimums- oder Maximumsbedingungen einschränken. Ein nicht-exaktes Zuteilungsverfahren wurde in Belgien von Pierre Imperiali (1874–1940) eingeführt.

### Kohärenz, Hausgrößenmonotonie, Stimmenzuwachsmonotonie und Paradoxien
Eine sechste Eigenschaft zielt auf das Verhalten bei variabler Anzahl von Parteien. Teil und Ganzes sollen konfliktfrei zusammengehen, d. h. „kohärent“ sein.
6. Kohärenz. Ein Zuteilungsverfahren ist kohärent, falls für Systeme mit vielen Parteien alle Sitzzuteilungen so ausfallen, dass die Sitzzahlen für Teilsysteme mit weniger Parteien übereinstimmen mit der Sitzzuteilung, die das Verfahren liefert, wenn es die Gesamtsitze des Teilsystems alleine den Partnern des Teilsystems zuteilt.
Alle Divisorverfahren sind kohärent, denn jeder Divisor, der im großen System das Problem löst, tut dies auch in Teilsystemen. Es gilt sogar die Umkehrung: Jedes Sitzzuteilungsverfahren, das die fünf Grundeigenschaft besitzt und kohärent ist, muss ein Divisorverfahren sein.
In der Gesamtschau aller sechs Eigenschaften werden Anonymität und Balanciertheit verzichtbar, denn diese lassen sich aus den anderen vier herleiten. Dagegen sind letztere (Konkordanz, Homogenität, Exaktheit, Kohärenz) logisch eigenständig, keine dieser Eigenschaften wird von den anderen drei impliziert.
 Kohärenz zieht Hausgrößen-Monotonie nach sich, wie auch Stimmenzuwachs-Monotonie. Hausgrößen-Monotonie bedeutet, dass bei einem Anwachsen der Hausgröße kein Beteiligter weniger Sitze bekommt als vorher. Stimmenzuwachs-Monotonie besagt, dass von einer Wahl zur nächsten von zwei Parteien die stärker wachsende keinen Sitz verliert an die schwächer wachsende. Letzteres ist von besonderem Interesse bei der Aufteilung von Sitzen auf Wahldistrikte, dort erfasst unter dem Etikett Bevölkerungszuwachs-Monotonie. Bei einem bevölkerungszuwachsmonotonen Verfahren kann es nicht passieren, dass ein Distrikt, der bevölkerungsmäßig von einem Stichtag zum nächsten wächst, einen Sitz abgeben muss an einen anderen Distrikt, der bevölkerungsmäßig schrumpft.
Quotenverfahren sind weder kohärent noch hausgrößenmonoton noch stimmenzuwachsmonoton. Die dann möglichen Monotoniebrüche werden vielfach als „paradox“ angesehen. Für die Parteienzuwachs-Paradoxie, Hausgrößenzuwachs-Paradoxie und Stimmenzuwachs-Paradoxie (bzw. Bevölkerungszuwachs-Paradoxie) lassen sich leicht Beispiele konstruieren, wenn man die Hare-Quotenmethode mit Ausgleich nach größten Resten auf die Ratswahl von Mallersdorf-Pfaffenberg anwendet.
Parteienzuwachs-Paradoxie. Betrachtet man das Teilsystem der vier kleineren Parteien nur für sich, dann führt die Zuteilung von zwölf Sitzen zum Ergebnis 6 : 3 : 3 : 0. Wird die größte Partei mit ihren acht Sitzen hinzugenommen, lautet die Zuteilung 8 : 5 : 3 : 3 : 1; die darin enthaltene Zuteilung für das Teilsystem der vier kleineren Parteien ist anders als vorher, nämlich 5 : 3 : 3 : 1.
Hausgrößenzuwachs-Paradoxie. Erhöht man die Ratsgröße von 20 auf 21, ändert sich die Zuteilung von 8 : 5 : 3 : 3 : 1 zu 9 : 6 : 3 : 3 : 0. Es gibt mehr zu verteilen, trotzdem muss Partei 5 einen Sitz hergeben. Eine solche Gegenläufigkeit wurde erstmals 1880 in den USA beobachtet und betraf den Gliedstaat Alabama, weshalb der Effekt unter der Bezeichnung Alabama-Paradoxon bekannt ist.
Stimmenzuwachs-Paradoxie. Entfallen bei der Wahl in Mallersdorf-Pfaffenberg von einem Wahlgang zum nächsten auf Partei 1 tausend Stimmen weniger, auf Partei 2 einhundert Stimmen weniger und auf Partei 5 einhundert Stimmen mehr, ändert dies die Zuteilung von 8 : 5 : 3 : 3 : 1 zu 8 : 6 : 3 : 3 : 0. Obwohl Partei 5 wächst, verliert sie einen Sitz an Partei 2, die schrumpft.

### Natürliche Sperrklausel
Die natürliche Sperrklausel eines Sitzzuteilungsverfahrens ist der kleinste Stimmenanteil, ab dem eine Partei sicher sein kann, dass sie mindestens einen Sitz erhält und ins Parlament einzieht. Die natürliche Sperrklausel hängt vom Verfahren ab, aber auch von der Hausgröße ({\displaystyle h}) und der Anzahl der zu berücksichtigenden Parteien ({\displaystyle \ell }).
Die natürliche Sperrklausel für das Divisorverfahren mit Standardrundung fällt am niedrigsten aus:
{\displaystyle {\frac {\tfrac {1}{2}}{h+1-{\tfrac {\ell }{2}}}}}
Für das Quotenverfahren mit Ausgleich nach größten Resten ist die Schwelle größer: {\displaystyle \textstyle {\frac {1-{\frac {1}{\ell }}}{h}}}. Das Divisorverfahren mit Abrundung fordert am meisten: {\displaystyle {\tfrac {1}{h+1}}}.
Für das Beispiel der Ratswahl in Mallersdorf-Pfaffenberg belaufen sich die natürlichen Sperrklauseln der drei Verfahren auf 2,7 bzw. 4 bzw. 4,8 Prozent.
Um die niedrige Hürde des Divisorverfahrens mit Standardrundung anzuheben, wird in Schweden bzw. Norwegen das Verfahren modifiziert, indem die erste Sprungstelle von 0,5 auf 0,6 bzw. 0,7 heraufgesetzt und dadurch die Zuteilung des ersten Sitzes erschwert wird. Im äußersten Fall würde die erste Sprungstelle auf den größtmöglichen Wert 1 geschoben; dann müsste für den ersten Sitz der Zuteilungsdivisor voll erreicht werden („Vollmandatsklausel“).

### Quotenbedingung
Die Idealansprüche der Parteien werden auch als Quoten der Parteien bezeichnet. Ein Sitzzuteilungsverfahren erfüllt die Quotenbedingung, falls für jede Partei ihre Sitzzahl gleich dem ab- oder aufgerundeten Idealanspruch ist. (Die „Sitzquoten“ der Parteien sind zu unterscheiden von „Stimmenquoten“ wie Hare-Quote oder Droop-Quote, die den Quotenverfahren den Namen geben.)
Das Hare-Quotenverfahren mit Ausgleich nach größten Resten erfüllt die Quotenbedingung immer. Denn für eine Partei, die am Ausgleich für die Restsitze teilhat, ist die Sitzzahl gleich ihrem aufgerundeten Idealanspruch. Für jede andere Partei ist die Sitzzahl gleich dem abgerundeten Idealanspruch.
Das Divisorverfahren mit Standardrundung erfüllt die Quotenbedingung nur in Systemen mit zwei oder drei zu berücksichtigenden Parteien immer; in Parteisystemen beliebiger Größe kann die Quotenbedingung verletzt sein, was allerdings praktisch nur äußerst selten vorkommt. Beim Divisorverfahren mit Abrundung fallen die Sitzzahlen nie unter den abgerundeten Idealanspruch; sie überschießen aber nicht selten den aufgerundeten Idealanspruch („Überaufrundung“). Beim Divisorverfahren mit Aufrundung ist es umgekehrt; die Sitzzahlen übersteigen nie den aufgerundeten Idealanspruch, können aber den abgerundeten Idealanspruch unterbieten.
Laut dem Unmöglichkeitssatz von Balinski und Young gibt es kein Zuteilungsverfahren, dass immer die Quotenbedingung einhält und gleichzeitig stimmenzuwachsmonoton ist.

## Unverzerrte Verfahren und verzerrte Verfahren
Bei der praktischen Bewertung eines Sitzzuteilungsverfahrens ist ein wichtiger Gesichtspunkt, ob das Verfahren alle Parteien neutral behandelt oder ob es systematische Verzerrungen aufweist, etwa indem es stärkere Parteien bevorteilt auf Kosten schwächerer Parteien. Im Einzelfall müssen wegen der unvermeidlichen Ganzzahligkeit Abweichungen zwischen Sitzzahlen und Idealansprüche hingenommen werden. Im Wiederholungsfall soll aber nicht immer wieder dieselbe Unwucht auftreten, die erkennbar einige Teilnehmer bevorteilt und andere benachteiligt.
Ein unverzerrtes (engl. unbiased) Zuteilungsverfahren ist neutral in dem Sinn, dass wiederholte Anwendungen des Verfahrens erwarten lassen, dass für jede Partei die positiven und negativen Abweichungen zwischen Sitzzahlen und Idealansprüchen sich gegenseitig aufheben und im Durchschnitt Null ergeben.
Es gibt zwei Zuteilungsverfahren, die dadurch ausgezeichnet sind, dass sie unverzerrt sind: das Divisorverfahren mit Standardrundung und das Hare-Quotenverfahren mit Ausgleich nach größten Resten. Auch diese beiden Verfahren müssen damit leben, dass Sitzzahlen und Idealansprüche im Allgemeinen nicht übereinstimmen. Aber sie geben jedem Beteiligten auf lange Sicht dieselben Chancen, manchmal vom „Proporzglück“ zu profitieren und mehr als den Idealanspruch zu realisieren und andere Male „Proporzpech“ erdulden zu müssen und hinter dem Idealanspruch zurückzubleiben.
Im Gegensatz dazu ist das Divisorverfahren mit Abrundung verzerrt (engl. biased). Für die {\displaystyle k}-tstärkste Partei ist die Sitzverzerrung – also die bei wiederholten Anwendungen zu erwartende Differenz von Sitzzahl und Idealanspruch – durch die Verzerrungsformel gegeben:
{\displaystyle {\frac {1}{2}}\left({\frac {1}{k}}+\cdots +{\frac {1}{\ell }}-1\right)}
Die Formel lässt erkennen, dass das Divisorverfahren mit Abrundung stärkere Parteien bevorteilt und schwächere Parteien benachteiligt. Die Sitzverzerrung ist positiv und am größten für die stärkste Partei ({\displaystyle k=1}). Dann nimmt sie ab und wird negativ und am kleinsten für die schwächste Partei ({\displaystyle k=\ell }). Da der Schwellwert für die Rundung absolut und nicht relativ ist, führt er bei schwächeren Parteien zu einer höheren Verzerrung. Wäre beispielsweise anstelle des Sainte-Laguë-Verfahrens bei der Europawahl 2024 in Deutschland das Hare/Niemeyer-Verfahren angewendet worden, hätte die Piratenpartei einen Sitz bekommen (und wäre damit überhaupt erst vertreten), die SPD dafür einen Sitz weniger.
Die Sitzverzerrungen sind größer Null für ungefähr das stärkere Drittel der Parteien. Starke Parteien dürfen Sitzzahlen erwarten, die ihre Idealansprüche übertreffen. Die Verzerrungen sind kleiner Null für die zwei Drittel der schwächeren Parteien. Diese müssen hinnehmen, dass ihre Sitzzahlen unter den Idealansprüchen zu liegen kommen.
Die Verzerrungsformel wird unter der Annahme hergeleitet, dass die Hausgröße über alle Grenzen wächst, was natürlich unrealistisch ist. Umfangreiche empirische Untersuchungen bestätigen jedoch, dass auch für realistische Hausgrößen die vorhergesagten Sitzverzerrungen sehr verlässlich sind. Daraus ergibt sich die Hausgrößenempfehlung: Die Verzerrungsformel ist praktisch anwendbar, sofern die Hausgröße größer oder gleich der doppelten Parteienzahl ist, {\displaystyle h\geq 2\ell }.
Das Beispiel der Ratswahl in Mallersdorf-Pfaffenstein, ausgewertet mit dem Divisorverfahren mit Abrundung, illustriert die Vorhersagekraft der Verzerrungsformel. Die Formel sagt voraus, dass von der stärksten Partei bis zur schwächsten die Sitzzahlen um 0,64, 0,14, –0,11, –0,27 und –0,4 Sitzbruchteile von den Idealansprüchen abweichen werden. Die Differenzen zwischen den Sitzzahlen und den Idealansprüchen betrug tatsächlich 0,6, –0,43, 0,02, 0,25 und –0,44. Die äußeren Werte stimmen gut überein, die mittleren verdeutlichen die Schwankungen des Einzelfalls.

## Gütekriterien
Für Sitzzuteilungsverfahren gibt es im Wesentlichen zwei Arten von Gütekriterien. Die eine Art nimmt eine „globale“ summarische Perspektive ein, die andere zielt auf „lokale“ paarweise Vergleiche. Der globale Ansatz presst die Güte einer Sitzzuteilung in eine einzige Kennzahl; die so definierte Zielfunktion gilt es dann zu optimieren. Der lokale Ansatz fragt für die vielen möglichen Paarungen von je zwei Beteiligten, ob der Transfer eines Sitzes von einem zum andern die Güte verbessern würde.
Die Ausgestaltung der Ansätze hängt davon ab, welche Beteiligten die Bezugsgesamtheit bilden: Wählerschaft, Abgeordnete oder Parteien. Wähler und Wählerinnen stehen gleiche Erfolgswerte zu, den Abgeordneten gleiche Vertretungsgewichte und den Parteien die Erfüllung ihrer Idealansprüche.

### Erfolgswerte der Wählerstimmen
Das zentrale Gütekriterium des Bundesverfassungsgerichts für Verhältniswahlen ist die Erfolgswertgleichheit der Wählerstimmen. Das Gericht definierte schon 1952 im ersten Band der Entscheidungssammlung seinen bis heute gültigen Maßstab: „alle Wähler sollen mit der Stimme, die sie abgeben, den gleichen Einfluss auf das Wahlergebnis haben.“
Für die {\displaystyle v_{j}} Wähler, die für Partei {\displaystyle j} stimmen, manifestiert sich ihr Einfluss in den {\displaystyle x_{j}} Sitzen, die das zu betrachtende Verfahren der Partei zuteilt. Davon entfällt auf eine einzelne Wählerstimme der Anteil {\displaystyle x_{j}/v_{j}}. Dies ist ein unhandlich kleiner Wert, der zudem nicht voll informativ ist. Denn welchen Erfolg {\displaystyle x_{j}} Sitze bedeuten, klärt sich erst mit Blick auf alle Sitze. Ebenso sind die {\displaystyle v_{j}} Wählerstimmen als Teil der Gesamtheit aller Wählerstimmen zu sehen. Die aussagekräftige Definition für den Erfolgswert einer für Partei {\displaystyle j} abgegebenen Wählerstimme ist daher der Quotient aus Sitzanteil und Stimmenanteil:
{\displaystyle {\frac {\frac {x_{j}}{h}}{\frac {v_{j}}{v}}}}.
Der Ansatz für ein globales Gütekriterium orientiert sich am Idealfall eines ganzen, hundertprozentigen Erfolgswerts 1. Dieser erfasst die Situation, dass der Sitzanteil gleich dem Stimmenanteil wird. Abweichungen vom Gleichheitsideal sind hinzunehmen, weil die Sitzzahlen zu Ganzzahlen gerundet werden müssen. Um die Abweichungen zu minimieren, wird die Differenz von tatsächlichem Erfolgswert und Idealwert quadriert; dadurch wird die Richtung von Über- oder Unterdeckung neutralisiert und die Größe der Abweichung sinnvoll gewichtet. Der Beitrag der {\displaystyle j}-ten Wählerschaft beläuft sich auf {\displaystyle \textstyle v_{j}\left({\frac {(x_{j}/h)}{(v_{j}/v)}}-1\right)^{2}}. Die Ungleichheit, die einer Sitzzuteilung als Ganzes innewohnt, ist die Summe dieser Beiträge von der ersten ({\displaystyle j=1}) bis zur letzten ({\displaystyle j=\ell }) Wählerschaft.
Das Divisorverfahren mit Standardrundung ist dadurch ausgezeichnet, dass es das einzige Verfahren ist, dessen Sitzzuteilungen dieses auf Erfolgswertgleichheit der Wählerstimmen zielende Ungleichheitsmaß immer minimieren.
Der lokale Ansatz betrachtet den Unterschied (d. h. die betragliche Differenz) der Erfolgswerte zweier spezieller Wähler, wovon der eine für Partei {\displaystyle i} und der andere für Partei {\displaystyle k} stimmt. Wenn der Transfer eines Sitzes von der einen Partei zur anderen den Unterschied zwischen den Erfolgswerten der beiden Wähler größer macht, wäre der Transfer eine Verschlechterung und sollte nicht vollzogen werden:
{\displaystyle \left|{\frac {\frac {x_{i}}{h}}{\frac {v_{i}}{v}}}-{\frac {\frac {x_{k}}{h}}{\frac {v_{k}}{v}}}\right|<\left|{\frac {\frac {x_{i}-1}{h}}{\frac {v_{i}}{v}}}-{\frac {\frac {(x_{k}+1)}{h}}{\frac {v_{k}}{v}}}\right|}
Eine Sitzzuteilung ist erfolgswertstabil, wenn nicht nur für zwei spezielle, sondern für je zwei beliebige Wähler solche Sitztransfers Verschlechterung mit sich bringen statt Verbesserung.
Das Divisorverfahren mit Standardrundung ist das einzige Zuteilungsverfahren, das immer erfolgswertstabile Sitzzuteilungen produziert. Kein Sitztransfer kann die Unterschiede zwischen den Erfolgswerten zweier Wählerstimmen noch kleiner machen, als sie eh schon sind.

### Vertretungsgewichte der Mandate
Das Gütekriterium, das sich aus der Statusgleichheit der Abgeordneten herleitet, beruht auf der durchschnittlichen Zahl von Wählern pro Sitz, {\displaystyle {\tfrac {v_{j}}{x_{j}}}}, dem Vertretungsgewicht eines Abgeordneten der Partei {\displaystyle j}. Idealerweise haben alle Abgeordneten dasselbe Vertretungsgewicht, das dann notgedrungen dem Durchschnitt von Gesamtstimmen und Gesamtsitzen gleich sein muss: {\displaystyle {\tfrac {v_{j}}{x_{j}}}={\tfrac {v}{h}}}. Werden hier wie oben die Abweichungen quadriert, dann ergibt sich als Beitrag der Fraktion {\displaystyle j} der Wert {\displaystyle \textstyle x_{j}\left({\frac {v_{j}}{x_{j}}}-{\frac {v}{h}}\right)^{2}}. Globale Maßzahl für die Ungleichheit, die eine Sitzzuteilung für alle Mandatsträger mit sich bringt, ist die Summe dieser Beiträge von der ersten ({\displaystyle j=1}) bis zur letzten ({\displaystyle j=\ell }) Fraktion.
Das Verfahren, dessen Sitzzuteilungen die so gestaltete summarische Ungleichheit zwischen den Vertretungsgewichten der Abgeordneten so klein wie möglich werden lassen, ist das Divisorverfahren mit geometrischer Rundung.
Als Alternative bietet sich auch hier der lokale Ansatz an, wie sich ein Sitztransfer auf den Unterschied zweier Vertretungswerte auswirkt. Eine Sitzzuteilung ist vertretungswertstabil, wenn alle solche Transfers ausscheiden, weil sie die Unterschiede vergrößern würden. Das Verfahren, das sich durch Vertretungswertstabilität auszeichnet, ist das Divisorverfahren mit harmonischer Rundung.

### Idealansprüche der Parteien
Aus Sicht der Parteien sind gleiche Erfolgschancen wichtig, im Idealfall sollten Sitzzahl und Idealanspruch zusammenfallen. Auch hier kann der Beitrag, wie viel Ungleichheit der Partei {\displaystyle j} widerfährt, mit dem Quadrat der Abweichung beziffert werden, {\displaystyle \textstyle \left(x_{j}-{\frac {v_{j}}{v}}h\right)^{2}}. Die Gesamtungleichheit, die mit einer Sitzzuteilung einhergeht, ist die Summe dieser Beiträge von der ersten ({\displaystyle j=1}) bis zur letzten ({\displaystyle j=\ell }) Partei.
Das Verfahren, das dieses auf die Parteien ausgerichtete Ungleichheitsmaß minimiert, ist das Hare-Quotenverfahren mit Ausgleich nach größten Resten. Dasselbe Verfahren ergibt sich, wenn das Ungleichheitskriterium nicht die Quadrate, sondern die Absolutbeträge der Differenz von Sitzzahl und Idealanspruch aufsummiert.

### Weitere Kriterien
Es gibt viele weitere Gütekriterien. Manche sind handhabbar, manche nicht. Beispielsweise ist das Divisorverfahren mit Abrundung dadurch ausgezeichnet, dass es den größten Erfolgswert so klein wie möglich macht. Das Divisorverfahren mit Aufrundung fungiert als Gegenstück, bei dem der kleinste Erfolgswert möglichst groß wird.
Bei den paarweisen Vergleichen können (absolute) Unterschiede (d. h. betragliche Differenzen) ersetzt werden durch relative Unterschiede. Dann ist die Suche nach stabilen Verfahren besonders befriedigend, weil sie immer bei demselben Verfahren endet, dem Divisorverfahren mit geometrischer Rundung.

### Priorisierung der Kriterien
Kein Sitzzuteilungsverfahren kann sämtliche Gütekriterien gleichzeitig erfüllen. Bei der Auswahl des Verfahrens bleibt daher Raum für die politische Setzung von Prioritäten. Der verfassungsrechtliche Maßstab ist die Erfolgswertgleichheit der Wählerstimmen. Dieser Maßstab müsste die Verwendung des große Parteien bzw. deren Wählerschaft bevorzugenden Divisorverfahrens mit Abrundung (D'Hondt) eigentlich ausschließen. Das Verfahren wurde trotzdem für verfassungsgemäß erklärt, da es – nach dem Wissensstand des Bundesverfassungsgerichts von 1963 – „ein exakteres praktisch durchführbares System, das zu gerechteren Ergebnissen führen würde, nicht gibt.“ Eine Prüfung, von welchem Sitzzuteilungsverfahren und bis zu welchem Umfang die vom Gericht priorisierte Erfolgswertgleichheit der Wählerstimmen erfüllt wird, fand damals und in vielen folgenden Verfahren nicht statt.

## Andere Zuteilungsverfahren
Angesichts der vielfältigen Anforderungen, denen ein Wahlsystem genügen soll, werden Sitzzuteilungen in der Praxis oft nicht mit Divisor- oder Quotenverfahren in Reinform vollzogen. Stattdessen werden die Verfahren systemimmanent durch Zusatzbedingungen modifiziert. Die so entstehenden Verfahrensvarianten sollten von den Urformen unterschieden werden, was aber nicht immer geschieht. Beispielsweise benutzt das Bundeswahlgesetz für die Oberzuteilung der bundesweiten Gesamtsitze an die Parteien das Divisorverfahren mit Standardrundung, für die Unterzuteilungen der Parteisitze an ihre Landeslisten aber dessen mindestsitzbedingte Variante. Das sind zwei Verfahren, die unterschiedlich sind, auch wenn die Unterscheidung in der Gesetzesformulierung im Ungefähren bleibt.

### Varianten mit Minimums- oder Maximumsbedingungen für die Sitzzahlen
Minimumsbedingungen für Sitzzahlen sind häufig anzutreffen. So sind im Wahlsystem für den Bundestag jeder Landesliste einer Partei mindestens so viele Sitze sicher, wie die Zahl der Direktmandatsgewinne dieser Partei im besagten Land ausmacht. Besonders verbreitet sind Minimumsbedingungen bei der Aufteilung von Gesamtsitzen auf Distrikte. In den USA ist von den 435 Sitzen des Repräsentantenhauses jedem Gliedstaat mindestens ein Sitz gewiss. In der Europäischen Union stehen von den 705 Sitzen des Europäischen Parlaments jedem Mitgliedstaat mindestens sechs Sitze zu. Beim Europäischen Parlament gilt sogar die Maximumsbedingung, dass kein Mitgliedstaat mehr als 96 Sitze erhält.
Allgemeine Divisorverfahren können ohne Schwierigkeiten abgeändert werden, um Minimumsbedingungen oder auch Maximumsbedingungen gerecht zu werden. Ist die Sitzzahl einer Partei durch eine Unter- oder Oberschranke begrenzt, dann reicht es, die Rundungsregel entsprechend zu modifizieren. Der aus Parteistimmen und Divisor gebildete Quotient wird, sofern er unterhalb der Unterschranke zu liegen kommt, auf die Unterschranke aufgerundet oder, sofern er oberhalb der Oberschranke liegt, auf die Oberschranke abgerundet. Außerhalb des Bereichs zwischen Unter- und Oberschranke sind die Schranken maßgebend, innerhalb des Bereichs wird die Rundung nach wie durch die Sprungstellen {\displaystyle s(n)} bestimmt.
Beispielsweise wurde die minimumsbedingte Variante des Divisorverfahrens mit Standardrundung bei der Wahl zum 20. Deutschen Bundestag am 26. September 2021 benutzt, um in den Unterzuteilungen die Sitze einer Partei an ihre Landeslisten weiterzureichen. Bei der CDU-Unterzuteilung entfiel auf je 61.000 Zweitstimmen rund ein Sitz, außer wenn die Minimumsbedingung mehr Sitze erforderte. Die Ausnahmeregelung wurde einmal genutzt, nämlich für die CDU-Landesliste in Baden-Württemberg. Die Landesliste hatte Quotient {\displaystyle {\tfrac {1\,477\,612}{61\,000}}=24{,}2}, aber ihr waren mindestens 33 Sitze garantiert. Also war der Quotient 24,2 auf 33 Sitze aufzurunden.
Mit der Reinform des Divisorverfahrens mit Standardrundung, also ohne Vorgabe von Minimusbedingungen, wären bei der CDU-Unterzuteilung auf je {\displaystyle 57\,800} Zweitstimmen rund ein Sitz entfallen. Der baden-württembergischen CDU-Landesliste mit Quotient 25,6 wären dann 26 Sitze zugeteilt worden. Das reine Divisorverfahren mit Standardrundung und die zugehörige minimumsbedingte Variante liefern also zwei unterschiedliche Sitzzuteilungen. Die beiden Verfahren unterscheiden sich; diese Unterscheidung muss betont werden.
Quotenverfahren verhalten sich problematisch, wenn Minimums- oder Maximumsbedingungen einzubeziehen sind. Es bieten sich drei Wege an, wie sie solchen Bedingungen Genüge tun können: pragmatischer Restausgleich, iterierter Neubeginn und prinzipielle Quotenmodifikation. Die Wege können Ergebnisse liefern, die nicht identisch sind. Keiner der Wege drängt sich als zwingend auf.

### Verfahren mit Mehrheitsklausel
Eine Zusatzbedingung der besonderen Art ist die Mehrheitsbedingung, dass eine Absolutmehrheit an Stimmen immer eine Absolutmehrheit an Sitzen gewährleistet. Mit „Absolutmehrheit an Stimmen“ sind mehr als die Hälfte der zuteilungsberechtigten Stimmen gemeint, d. h. der gültigen Stimmen für diejenigen Parteien, die bei der Zuteilungsrechnung berücksichtigt werden. Mit anderen Worten fordert die Mehrheitsbedingung, dass einer Partei, auf die mehr als die Hälfte der zuteilungsberechtigten Stimmen entfällt, mehr als die Hälfte der Sitze zugeteilt werden, mit denen das Parlament amtiert.
Keines der gängigen Zuteilungsverfahren erfüllt die Mehrheitsbedingung. Partielle Ausnahme ist das Divisorverfahren mit Abrundung, das der Mehrheitsbedingung genügt unter der Voraussetzung, dass die Hausgröße ungerade ist. Bei gerader Hausgröße kann das Divisorverfahren mit Abrundung die Mehrheitsbedingung verletzen.
Die Mehrheitsbedingung kann nur gewahrt werden, indem das jeweils betrachtete Verfahren durch eine Mehrheitsklausel modifiziert wird. Am verbreitetsten ist eine Klausel, die über die erreichte Hausgröße durch die Schaffung von mehrheitssichernden Zusatzsitzen hinausgeht: Erhält eine Partei, auf die eine Absolutmehrheit der zuteilungsberechtigten Stimmen entfällt, keine Absolutmehrheit an Sitzen, werden für sie so viele Zusatzsitze geschaffen, bis sie über eine Absolutmehrheit an Sitzen verfügt.
Eine andere Klausel, die an die Hare-Quotenmethode mit Ausgleich nach größten Resten gebunden ist, beruht auf der Umverteilung eines Restsitzes: „Erhält eine Partei, auf die eine Absolutmehrheit der zuteilungsberechtigten Stimmen entfällt, keine Absolutmehrheit an Sitzen, wird der Restausgleich neu vorgenommen, indem zunächst die Mehrheitspartei einen Restsitz bekommt und dann die übrigen Restsitze wie sonst verteilt werden.“ Die Umverteilungsklausel wurde von Horst F. Niemeyer propagiert. Nach Niemeyers Verständnis sollte der Name „Hare-Verfahren“ das Verfahren ohne Mehrheitsklausel bezeichnen und der Name „Hare/Niemeyer-Verfahren“ das Verfahren mit Mehrheitsklausel. Diese Abgrenzung hat sich nicht durchgesetzt, heutzutage werden beide Namen synonym verwendet. Ob Niemeyers Mehrheitsklausel eingeschlossen ist oder nicht, ist jeweils neu zu klären.
Es gibt auch eine „schwache Mehrheitsbedingung“, dass eine Partei, auf die mehr als die Hälfte oder genau die Hälfte der zuteilungsberechtigten Stimmen entfällt, mehr als die Hälfte oder genau die Hälfte aller Sitze erhält. Dem zur Seite steht die Minderheitsbedingung, dass eine Partei, auf die weniger als die Hälfte der zuteilungsberechtigten Stimmen entfällt, immer weniger als die Hälfte der Gesamtsitze bekommt. Die schwache Mehrheitsbedingung und die Minderheitsbedingung sind in der Praxis ohne Bedeutung.

### Doppelproporz
Jedes Divisorverfahren erlaubt eine „doppeltproportionale Variante“ für Wahlsysteme, die das Wahlgebiet in Distrikte unterteilen und für diese im Vorhinein die Anzahl der Sitze festlegen. Bei der Wahlauswertung werden zunächst in der „Oberzuteilung“ die Gesamtsitze den zu berücksichtigenden Parteien im Verhältnis der Stimmen, die auf sie im gesamten Wahlgebiet entfallen, zugeteilt.
Der Doppelproporz kommt in der „Unterzuteilung“ zum Tragen, in der die Sitze nach Partei und Distrikt aufgeschlüsselt werden. Die Unterzuteilung muss zwei Bedingungen erfüllen:
- Auf jede Partei müssen in der Summe über alle Distrikte so viele Sitze entfallen, wie die Oberzuteilung für die Partei ausweist.
- Jeder Wahldistrikt muss in der Summe über alle Parteien so viele Sitze erhalten, wie im Vorfeld für den Distrikt festgelegt wurde.

Um den zwei Bedingungen zu genügen, arbeitet der Doppelproporz mit zwei Arten von Divisoren: Parteidivisoren und Distriktdivisoren. Sobald diese Wahlschlüssel bekannt sind, lassen sich die Sitzzahlen leicht überprüfen. Die Stimmenzahl einer Partei in einem Distrikt wird durch den zugehörigen Parteidivisor und den zugehörigen Distriktdivisor geteilt. Der resultierende Quotient wird mit der Rundungsregel, die zu dem gewählten Divisorverfahren gehört, gerundet. Der gerundete Quotient ist die Sitzzahl dieser Partei in diesem Distrikt.
Für eingehendere Erläuterungen siehe den Hauptartikel über doppeltproportionale Zuteilungsverfahren.

### Automatische Verfahren
Sitzzuteilungsverfahren operieren typischerweise mit drei Variablen:
- Hausgröße
- Zuteilungsschlüssel (Divisor, Quote)
- Rundungsregel

„Automatische Verfahren“ geben Zuteilungsschlüssel und Rundungsregel vor und lassen die Hausgröße beweglich. Insofern ergänzen sie die Klasse der Divisorverfahren (bewegliche Divisoren bei fester Hausgröße und fester Rundungsregel) und die Klasse der Quotenverfahren (bewegliche Rundungen bei fester Hausgröße und festem Wahlschlüssel).
Beispiele für automatische Verfahren finden sich in der Geschichte. Condorcet schlug 1793 in seinem Entwurf für eine republikanische Verfassung vor, die Vertretung eines Départements in der gesetzgebenden Körperschaft an der Bevölkerungsstärke festzumachen, und zwar im Umfang von einem Deputierten pro {\displaystyle 50\,000} Seelen sowie einem weiteren Deputierten, wenn der verbleibende Rest {\displaystyle 20\,000} überschreitet, und keinem weiteren Deputierten, wenn der Rest {\displaystyle 20\,000} nicht überschreitet. Diese Vorschrift entspricht einem automatischen Verfahren mit Zuteilungsschlüssel {\displaystyle 50\,000} und Rundung mit Schwellenwert {\displaystyle r={\tfrac {20\,000}{50\,000}}=0{,}4}.
Die Wahl zum Weimarer Reichstag basierte auf dem automatischen Verfahren mit Zuteilungsschlüssel 60.000 und Standardrundung. Etwaige Reststimmen wurden zunächst auf höhere Ebenen übertragen und erst auf Reichsebene und dann auch nur unter einschränkenden Zusatzbedingungen gerundet. Die Reichstagsgröße schwankte zwischen 459 Sitzen im 1. Reichstag 1920 und 647 im 8. Reichstag 1933.
Ein automatisches Verfahren mit Zuteilungsschlüssel {\displaystyle 1\,000\,000} und Aufrundung findet sich im Entwurf einer europäischen Bundesverfassung vom 6. Mai 1951: Die Völker, die dem Bunde angehören, sind im Abgeordnetenhaus im Verhältnis zu ihrer Bevölkerungszahl vertreten mit je einem Abgeordneten für jede Million oder für den Bruchteil einer Million. Ansonsten gab es in der Nachkriegszeit keine ernsthaften Bemühungen, automatische Verfahren in die Wahlgesetzgebung von Bund und Ländern aufzunehmen. Die schwankenden Parlamentsgrößen aus der Weimarer Republik, die von Zeitgenossen vielfach kritisiert worden waren, wirkten vermutlich entmutigend.